# Enderbyland

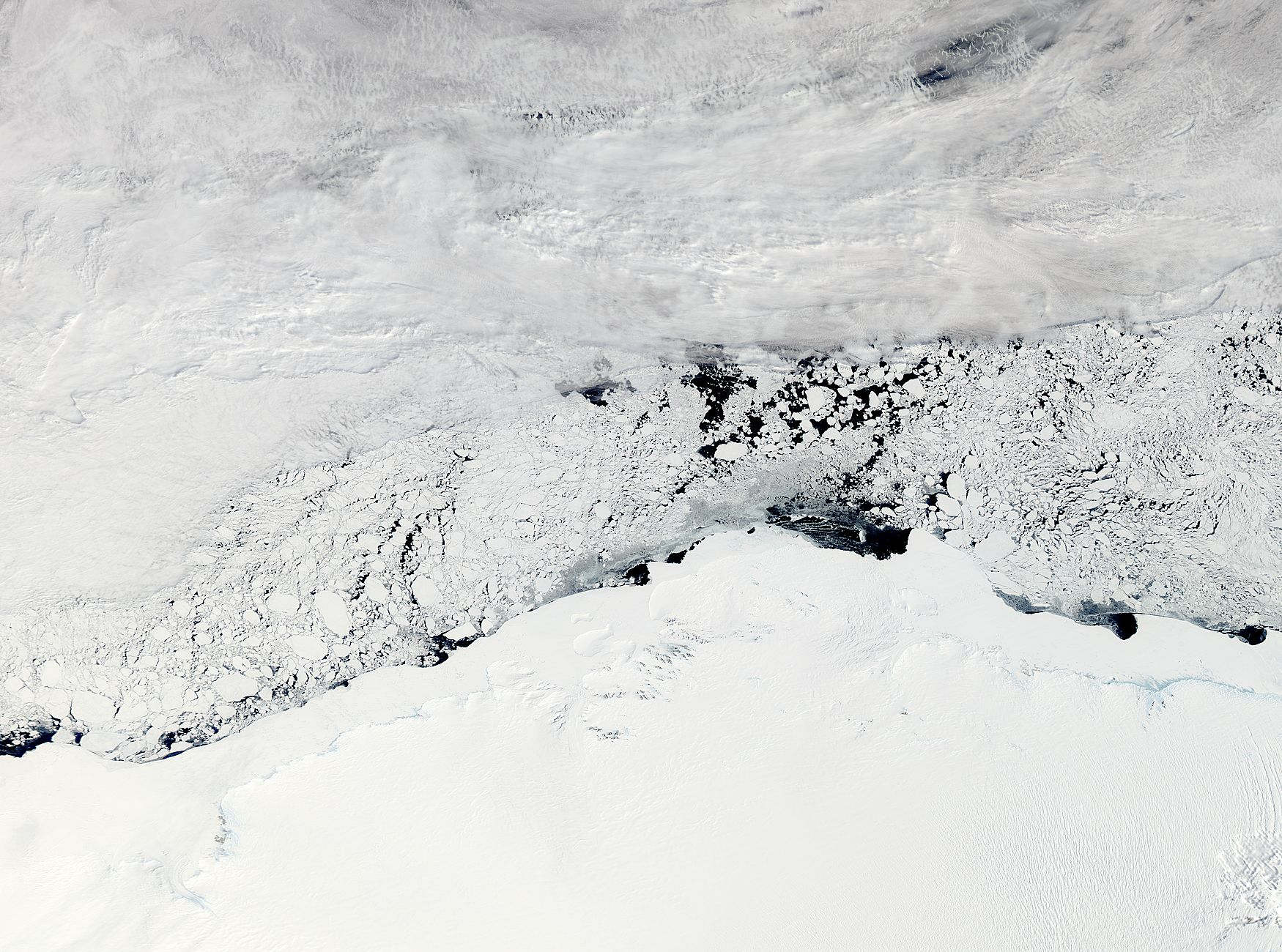
NASA-satellietbeeld van Enderbyland

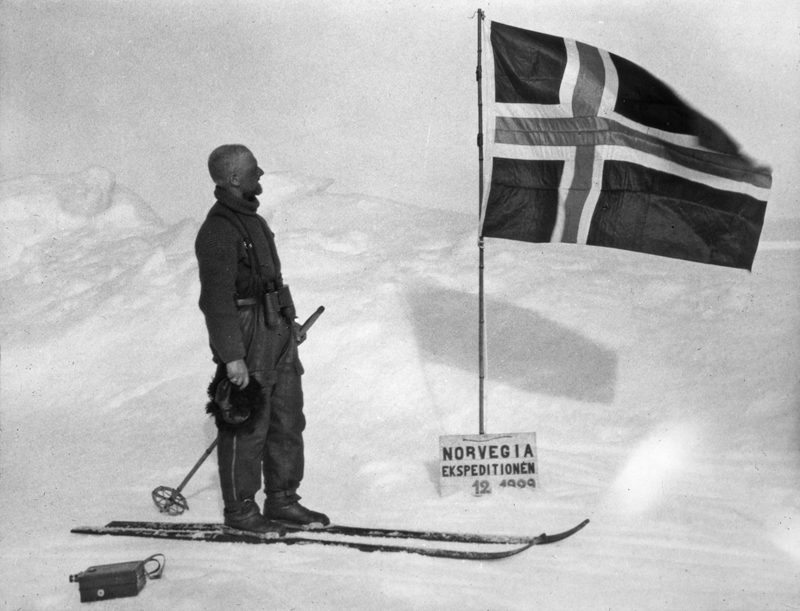
De Noor Finn Lützow-Holm in Enderbyland tijdens zijn poolexpeditie van 1929-1930

Enderbyland (Engels: Enderby Land) is een gebied in Antarctica dat zich uitstrekt van de Shinnangletsjer in het westen tot de William Scoresbybaai in het oosten. Het gebied werd in 1831 door de walvisvaarder John Biscoe ontdekt en vernoemd naar Samuel Enderby & Sons, de eigenaar van het schip waar John Biscoe mee voer. Enderbyland maakt deel uit van het Australisch Antarctisch Territorium, het gebied op Antarctica dat door Australië wordt opgeëist. 
Voor de kust ligt de voorgestelde Kosmonautenzee.